# Gojōme
Gojōme (jap. 五城目町 Gojōme-machi) – miasto w Japonii, na wyspie Honsiu, w prefekturze Akita. Według danych na rok 2020 miejscowość zamieszkiwało 8 538 mieszkańców , a gęstość zaludnienia wyniosła 39,7 os./km².